# LOVE ME RIGHT (EXOのアルバム)
『LOVE ME RIGHT』は、2015年6月3日にSMエンタテインメントから発売されたEXOの韓国及び中国における通算2枚目のリパッケージ・アルバムである。

## 概要
2015年3月30日にリリースされた正規2集「EXODUS」のリパッケージ版として出された作品。本作以降、EXOは9人体制で活動することとなった。

## 収録内容
韓国語バージョンと中国語バージョンの2種類。

### Korean.ver
- タイトル曲は「LOVE ME RIGHT」

1. LOVE ME RIGHT
2. TENDER LOVE
3. CALL ME BABY
4. TRANSFORMER
5. 시선 둘, 시선 하나 (What If..)
6. MY ANSWER
7. EXODUS
8. EL DORADO
9. PLAYBOY
10. FIRST LOVE
11. HURT
12. 유성우 (Lady Luck)
13. BEAUTIFUL
14. 약속 (EXO 2014)

### Chinese.ver
- タイトル曲は「LOVE ME RIGHT (漫遊宇宙)」

1. LOVE ME RIGHT (漫遊宇宙)
2. TENDER LOVE (就是愛)
3. CALL ME BABY (叫我)
4. TRANSFORMER (變形女)
5. 兩個視線, 一個視線 (What If..)
6. MY ANSWER (我的答案)
7. EXODUS (逃脫)
8. EL DORADO (黃金國)
9. PLAYBOY (壞男孩)
10. FIRST LOVE (初戀)
11. HURT (傷害)
12. 流星雨 (Lady Luck)
13. BEAUTIFUL (美)
14. 約定 (EXO 2014)